# Buskhyperikum
Buskhyperikum (Hypericum forrestii) är en johannesörtsväxtart som först beskrevs av Frederick James Chittenden, och fick sitt nu gällande namn av N. Robson. Buskhyperikum ingår i släktet johannesörter, och familjen johannesörtsväxter. Inga underarter finns listade i Catalogue of Life.